# Proláklina

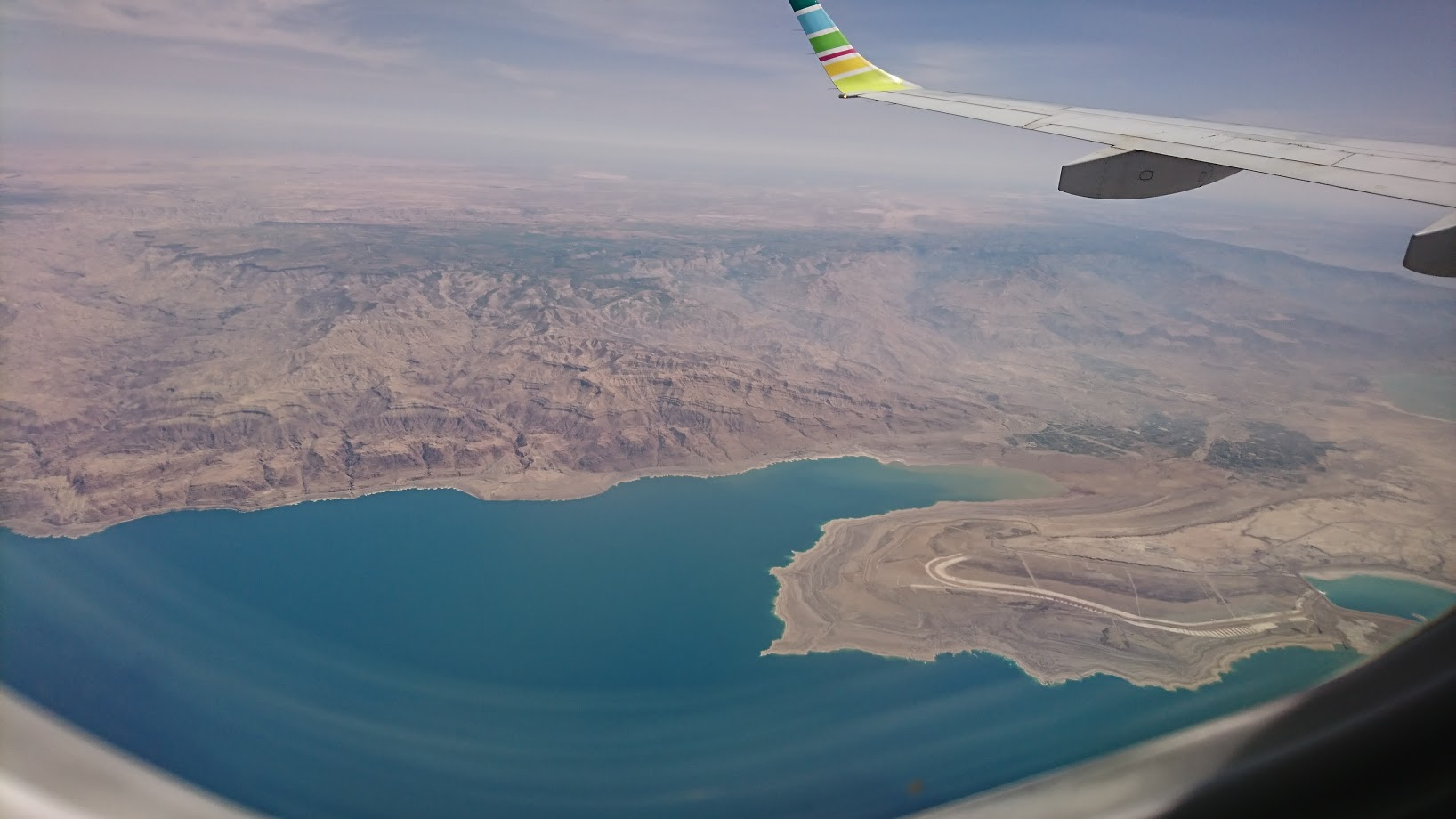
Proláklina Mrtvého moře

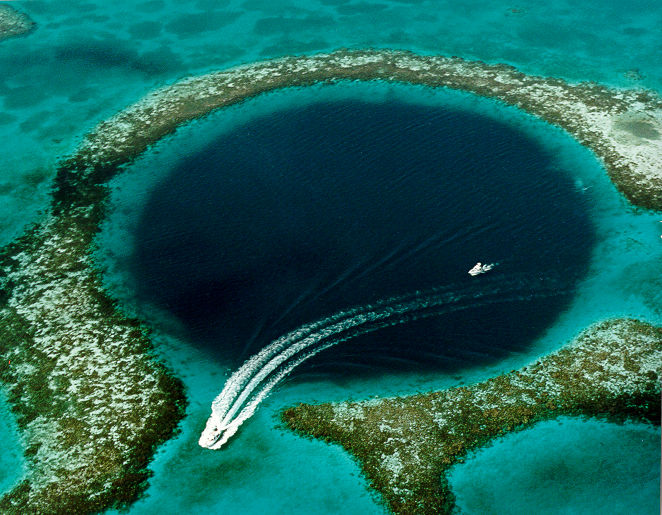
Zaplavená proláklina

Proláklina (nebo též deprese) je místo na pevnině, které leží pod úrovní hladiny světového oceánu (tj. má zápornou nadmořskou výšku). Nejníže položeným místem zemského povrchu je hladina Mrtvého moře (−430 m n.m.). V barevné hypsometrii se prolákliny zpravidla označují tmavozeleně, resp. tmavší/sytější zelenou než nížiny.
V širším smyslu (jinak také sníženina) se tak někdy označují všechny uzavřené kotliny na zemském povrchu, včetně těch, jejichž dno je výše než hladina oceánu. Takový případ je např. bezodtoká kotlina Bodélé nebo krasová údolí polje (odvodňovaná podzemními toky), v mikroměřítku i závrty. Specifickým případem jsou uzavřené impaktní krátery (v zemských podmínkách už většinou erodované), např. Barringerův kráter.

## Výskyt
Prolákliny jsou typické pro oblasti se suchým klimatem, z povahy věci se jedná o bezodtoké oblasti. V oblastech s dostatečným přísunem vody jsou nízko položené uzavřené kotliny zpravidla zatopené (jako jezera) až do úrovně, odkud voda může stékat do oceánu (nebo kde již výpar převažuje nad přítokem).
Dále se mohou vyskytnout na plochém mořském pobřeží, často vzniklé antropogenně vyvolaným poklesem terénu jako důsledek meliorace nebo těžby rašeliny, případně ohrázováním a cíleným vysušením mělkého mořského dna. Takové jsou např. všechny prolákliny v Evropě kromě Kaspické nížiny.
Ryze antropogenními proláklinami jsou pak povrchové lomy (pokud jejich dno klesá pod úroveň moře).

## Nejhlubší prolákliny na Zemi
| pořadí | název                                   | stát                                           | světadíl        | hloubka (m n. m.) | poznámka |
| ------ | --------------------------------------- | ---------------------------------------------- | --------------- | ----------------- | --- |
|        | kaňon pod Denmanovým ledovcem           | –                                              | Antarktida      | −3500             | nejníže položené místo pevniny                                                                                             |
|        | kaňon pod Byrdovým ledovcem             | –                                              | Antarktida      | −2780             | |
|        | dno jezera Bajkal                       | Rusko                                          | Asie            | −1187             | nejníže položené zatopené místo pevniny – nejhlubší kryptodeprese                                                          |
| 1.     | proláklina Mrtvého moře                 | Izrael Jordánsko Palestina                     | Asie            | −430              | nejníže položené místo zemského povrchu                                                                                    |
| 2.     | Turfanská proláklina (jezero Ajdingköl) | Čína                                           | Asie            | −154              | |
| 3.     | Assalská proláklina                     | Džibutsko                                      | Afrika          | −153              | nejníže položené místo Afriky                                                                                              |
| 4.     | Karagije                                | Kazachstán                                     | Asie            | −138              | nejníže položená suchá proláklina                                                                                          |
| 5.     | Kattara                                 | Egypt                                          | Afrika          | −133              | |
| 6.     | Danakil                                 | Etiopie                                        | Afrika          | −125              | |
| 7.     | Laguna del Carbón                       | Argentina                                      | Jižní Amerika   | −105              | nejníže položené místo povrchu západní polokoule a jižní polokoule                                                         |
| 8.     | Údolí Smrti                             | USA                                            | Severní Amerika | −85               | nejníže položené místo Severní Ameriky                                                                                     |
| 9.     | Gran Bajo del Gualicho                  | Argentina                                      | Jižní Amerika   | −72               | |
| 10.    | Saltonský prolom                        | USA                                            | Severní Amerika | −69               | |
| 11.    | Sebcha Tah                              | Maroko                                         | Afrika          | −55               | |
| 12.    | Deep Lake                               | –                                              | Antarktida      | −50               | |
| 13.    | Sabchat Ghuzajjil                       | Libye                                          | Afrika          | −47               | |
| 14.    | Lago Enriquillo                         | Dominikánská republika                         | Severní Amerika | −46               | nejníže položené místo na povrchu ostrova                                                                                  |
| 15.    | Meridové jezero                         | Egypt                                          | Afrika          | −43               | |
| 16.    | Valdés (jezero Salina Grande)           | Argentina                                      | Jižní Amerika   | −42               | |
| 17.    | Šot Melrhir                             | Alžírsko                                       | Afrika          | −40               | |
| 18.    | Sechura                                 | Peru                                           | Jižní Amerika   | −34               | |
| 19.    | Kara-Bogaz-Gol                          | Turkmenistán                                   | Asie            | −33               | záliv Kaspického moře |
| 20.    | Kaspické moře                           | Ázerbájdžán Írán Kazachstán Rusko Turkmenistán | Asie Evropa     | −28               | nejníže položené místo Evropy nejrozsáhlejší proláklina světa (Kaspická nížina) nejhlubší místo dna leží v hloubce −1023 m |
| 21.    | Šot al-Gharsa                           | Tunisko                                        | Afrika          | −17               | |
| 22.    | Eyreovo jezero                          | Austrálie                                      | Oceánie         | −16               | nejníže položené místo Oceánie                                                                                             |
|        | Laguna Salada                           | Mexiko                                         | Severní Amerika | −10               | |
|        | Lammefjord                              | Dánsko                                         | Evropa          | −7                | nejníže položené místo Evropské unie                                                                                       |
|        | Zuidplaspolder                          | Nizozemsko                                     | Evropa          | −6,8              | |
|        | Neuendorf-Sachsenbande                  | Německo                                        | Evropa          | −3,5              | |
|        | Holme Fen (oblast Fens)                 | Spojené království                             | Evropa          | −3                | |

## V Česku
Povrch v Česku nikde neklesá pod úroveň moře. Změřená hloubka zatopeného dna Hranické propasti se nachází na úrovni −158 m n. m. (odhaduje se ještě o stovky metrů hlouběji), nejedná se ale ani o svislou vzdálenost vedoucí volně na povrch.
Přirozené deprese (včetně položených nad úrovní moře) se zde také prakticky nevyskytují. Malou nevýraznou „proláklinou“ tohoto typu je např. kotlina bývalého Čejčského jezera na jihu Moravy, která musí být uměle odvodňována. Mikrodepresemi jsou také krasové útvary jako propasti a závrty.
Uměle vytvořenými depresemi jsou zejména jámové lomy, z nichž největší a nejhlubší se nacházejí v Mostecké pánvi. Na dně lomu Bílina leží absolutně nejnižší bod na povrchu Česka, v nadmořské výšce 20 m. Předpokládá se, že postupem další těžby se povrch dostane pod úroveň moře, čímž vznikne umělá proláklina v pravém smyslu slova.